# Drmno
Drmno (en serbe cyrillique : Дрмно) est un village de Serbie situé sur le territoire de la ville de Požarevac, district de Braničevo. Au recensement de 2011, il comptait 872 habitants.
Drmno est situé à 18 km de Požarevac et à 5 km de Kostolac. La localité est située sur les rives de la rivière Mlava, non loin de son confluent avec le Danube.

## Démographie
| 1948  | 1953  | 1961  | 1971  | 1981  | 1991  | 2002  | 2011 |
| ----- | ----- | ----- | ----- | ----- | ----- | ----- | ---- |
| 1 219 | 1 313 | 1 404 | 1 341 | 1 313 | 1 252 | 1 046 | 872  |

|  |